# Lepidophyma tuxtlae
Lepidophyma tuxtlae là một loài thằn lằn trong họ Xantusiidae. Loài này được Werler & Shannon mô tả khoa học đầu tiên năm 1957.